# Sandholts Lyndelse Sogn
Sandholts Lyndelse Sogn er et sogn i Fåborg Provsti (Fyens Stift).
I 1800-tallet var Sandholts Lyndelse Sogn anneks til Vester Hæsinge Sogn. Begge sogne hørte til Sallinge Herred i Svendborg Amt. Vester Hæsinge-Sandholts Lyndelse sognekommune blev ved kommunalreformen i 1970 indlemmet i Broby Kommune, der ved strukturreformen i 2007 indgik i Faaborg-Midtfyn Kommune.
I Sandholts Lyndelse Sogn ligger Sandholts Lyndelse Kirke.
I sognet findes følgende autoriserede stednavne:
- Lyndelse (bebyggelse, ejerlav)
- Sandholt (ejerlav, landbrugsejendom)

55°12′22″N 10°18′3.5″Ø / 55.20611°N 10.300972°Ø